# Joseph Klifa
Joseph Klifa (Mascara (Algèria), 26 de juliol del 1931 - Mulhouse, 14 de juny del 2009) és un polític alsacià, resident a Eschentzwiller. Milità a l'UDF i al PSD, partit amb què fou diputat a l'Assemblea Nacional Francesa per l'Alt Rin el 1986-1988 i el 1993-1997. També fou alcalde de Mülhausen de 1981 a 1989, quan fou substituït per Jean-Marie Bockel.
| Precedit per: Émile Muller | Alcalde de Mülhausen 1981 - 1989 | Succeït per: Jean-Marie Bockel |